# Шмидмилен
Шмидмилен (њем. Schmidmühlen) град је у њемачкој савезној држави Баварска. Једно је од 27 општинских средишта округа Амберг-Зулцбах. Према процјени из 2010. у граду је живјело 2.450 становника. Посједује регионалну шифру (AGS) 9371148.

## Географски и демографски подаци
Шмидмилен се налази у савезној држави Баварска у округу Амберг-Зулцбах. Град се налази на надморској висини од 355 метара. Површина општине износи 25,3 km². У самом граду је, према процјени из 2010. године, живјело 2.450 становника. Просјечна густина становништва износи 97 становника/km².